# 침묵 (2017년 영화)
《침묵》은 2017년 11월 2일에 개봉한 대한민국의 영화이다. 감독은 정지우이고, 최민식, 박신혜, 박해준, 류준열, 이하늬, 이수경이 출연한다. 비행 감독이 연출한 2013년작 홍콩 영화 《침묵의 목격자》를 리메이크한 작품이다.

## 시놉시스
재력과 사랑을 다 가진 남자 ‘임태산’(최민식)은 모든 것이 완벽히 행복하다 믿었던 어느날 약혼녀이자 유명 가수인 ‘유나’(이하늬)가 살해 당하고, 용의자로 딸 ‘임미라’(이수경)가 지목된다. 그는 그날의 일을 기억하지 못하는 딸을 무죄로 만들기 위해 사건을 쫓는다.

## 캐스팅
- 최민식 : 임태산 역
- 박신혜 : 최희정 역
- 류준열 : 김동명 역
- 이하늬 : 박유나 역
- 이수경 : 임미라 역
- 박해준 : 동성식 역
- 조한철 : 정승길 역
- 이예은 : 로백 역
- 김영재 : 검은슈트 역
- 김수진 : 재판장 역
- 남명렬 : 김형모 역
- 남문철 : 국장 역
- 강신철 : 막내검사 역
- 이선 : 스티브 역
- 박규영 : 여대생 역
- 서현우 : 태국지사장 역
- 박중금 : 수사관 1 역
- 박지연 : 수사관 2 역
- 이태형 : 수사관 3 역
- 장원형 : 수사관 4 역
- 이범찬 : 수사관 5 역
- 허형규 : 음주측정경찰 역
- 권오수 : 국과수 부검의 역
- 이민웅 : 사고 연구원 역
- 백종승 : 경비업체직원 역
- 이창훈 : 국과수 최과장 역
- 권은수 : 베이커리 알바생 역
- 박호산 : 부장검사 역
- 김이안 : 임태산 수행원 역
- 오재균 : 판사 1 역
- 진현광 : 판사 2 역
- 장승조 : 스튜디오 실장 역
- 박형수 : 택시기사 역
- 윤대열 : 카페사장 역
- 성도현 : CCTV가게 출동경찰 역
- 전운종 : 경찰서 근무자 1 역
- 한근섭 : 택배기사 1 역
- 오아연 : 교포 4 역